# Veliki odmor
Veliki odmor prvi je studijski album zagrebačkog pop rock sastava Fantomi, kojeg 1990. godine objavljuje diskografska kuća Jugoton.

## O albumu
Nakon prvih demosnimki koje su dosta nezrelo zvučale, Fantomi 1990. godine odlaze u studio i snimaju materijal za svoj prvi studijski album. Menadžer sastava Željko Tutunović za snimatelja i aranžera unajmio je Duška Mandića. Pola materijala su bile skladbe Željka Tutunovića, dok je ostala polovica bila autorski rad Fantoma. Krešimir Mišak (solo gitara) i Robert Mareković (vokal) jedini su sudjelovali na snimanju svojih dionica, ostale instrumente (bubnjevi i bas-gitara) Mandić je isprogramirao na PPG-u (u to vrijeme zadnja riječ tehnike).
Ovim albumom Fantomi su se javnosti predstavili kao vrlo simpatičan pop sastav s lakopamtljivim i pjevljivim skladbama koje su bili namijenjene mlađoj rock populaciji primjerene njihovoj dobi.

## Popis pjesama
| 1. | »Duda«            |  | 3:00 |
| 2. | »Martina«         |  | 3:17 |
| 3. | »Hej, mala«       |  | 2:13 |
| 4. | »Fly in the Sky«  |  | 3:22 |
| 5. | »Bijeli Cadillac« |  | 3:37 |

| 1. | »Beba, bebica«       |  | 2:34 |
| 2. | »Ukradi nebo«        |  | 3:22 |
| 3. | »Nedjelja«           |  | 3:35 |
| 4. | »Pivo, konjak, štok« |  | 2:13 |
| 5. | »Kraljica«           |  | 3:58 |

## Članovi sastava
- Robert Mareković - vokal
- Krešimir Mišak - solo gitara
- Danko Stefanović - bas-gitara
- Bruno Gracin - ritam gitara
- Bruno Perović - bubnjevi